# تحقیقات پروفسور کاپیلیاری
تحقیقات پروفسور کاپیلیاری یک مجموعه تلویزیونی که از ۲ ژانویه ۱۹۹۸ تا ۲۵ دسامبر ۲۰۰۴ از شبکه زد د اف پخش شده‌است.

## داستان
یک جرم‌شناس استاد دانشگاه که از روی کنجکاوی و بنا به حرفه خود می‌خواهد در کار تحقیق پلیس مشارکت کند و از راز جنایتها پرده بردارد، در پرونده‌های پلیس سرک می‌کشد و به رغم هشدارها در صحنه جنایت‌ها مدام سر و کله اش پیدا می‌شود.

## بازیگران
- فریدریش فون تون به نقش پروفسور کاپیلیاری
- سیسی هافورر به نقش کارولا گیسلر
- ایرم هرمان به نقش هرمین هوشتباور
- لیان هوزشتیری به نقش ماریا کونترو